# 번역 후 변형

인슐린의 번역 후 변형. 위 그림에서 리보솜은 mRNA 서열을 폴리펩타이드, 인슐린으로 번역하고 단백질을 소포체를 통해 전달하며, 이 과정에서 절단, 접힘 및 이황화 결합(-S-S-)에 의해 형태를 유지한다. 그런 다음 단백질은 골지체를 통해 소포로 포장된다. 소포에서 더 많은 부분들이 절단되고 성숙한 인슐린으로 변환된다.

번역 후 변형(飜譯後變形, 영어: post-translational modification)은 일반적으로 단백질 생합성 후에 단백질의 효소적인 변형이나 공유 결합성 변형을 의미한다. 단백질은 mRNA를 폴리펩타이드 사슬로 번역하는 리보솜에 의해 합성되며, 그런 다음 번역 후 변형을 거쳐 성숙한 단백질 산물을 생성한다. 번역 후 변형은 프로호르몬이 호르몬으로 전환될 때와 같이 세포 신호전달에 있어서 중요한 역할을 담당한다.
번역 후 변형은 아미노산의 곁사슬 또는 단백질의 C-말단 또는 N-말단에서 일어날 수 있다. 번역 후 변형은 기존의 작용기를 변형하거나 인산기와 같은 새로운 작용기를 도입시켜 20가지 표준 아미노산의 화학적 레퍼토리를 확장시킬 수 있다. 인산화는 효소의 활성을 조절하는 매우 일반적인 메커니즘이며, 가장 일반적인 번역 후 변형의 예이다. 또한 많은 진핵생물의 단백질 및 원핵생물의 단백질은 글리코실화라고 불리는 과정을 통해 탄수화물 분자가 부착되게 되고 이는 단백질 접힘을 촉진하고 안정성을 개선할 뿐만 아니라 조절 기능을 제공할 수도 있다. 지질화라고 알려진 지질 분자의 부착은 종종 세포막에 부착된 단백질 또는 단백질의 일부를 표적으로 한다.

## 같이 보기
- 단백질 표적화
- 번역 후 조절